# مايا والثلاثة
مايا والثلاثة (بالإسبانية: Maya y los tres) هو مسلسل رسوم متحركة مكسيكي قادم طوره خورخي ر. غوتيريز. من المقرر أن يتم عرض المسلسل المكون من تسع حلقات على نتفليكس في خريف عام 2021.  

## الأداء الصوتي
- زوي سالدانا بدور الأميرة مايا [3]
- غابرييل إغليسياس في دور بيتشو [3]
- دييغو لونا [3]
- غايل غارسيا برنال [3]
- ريتا مورينو بدور آه بانش [3]
- ألفريد مولينا بدور اللورد ميكتلان ، إله الحرب [3]
- ألين مالدونادو في دور ريكو [3]
- ستيفاني بياتريس [3]
- كيت ديل كاستيلو بدور السيدة ميكتي ، إلهة الموت [3]
- داني تريجو مثل إله الزلازل [3]
- شيش مارين في دور إله الرياح والعاصفة [3]
- روزي بيريز كإلهة جاتورز [3]
- كوين لطيفة بدور غران بروجا [3]
- وايكلف جين في دور غران بروجو [3]
- إيزابيلا مونير في دور الملكة الأرملة [3]
- تشيلسي ريندون في دور إلهة تاتوس [3]
- خواكين كوزيو في دورإله الخفافيش [3]
- كارلوس ألازراكوي في دور إله السحر المظلم [3]
- إريك بوذا في دور إله حيوانات الغابة [3]
- خورخي ر. جوتيريز بدور الملك تيكا، والد مايا [3]

## الإنتاج

### التطوير
في نوفمبر 2018، أفيد أن نتفليكس تقوم بتطوير مسلسل تلفزيوني متحرك حول محارب من أمريكا الوسطى.  

## الإطلاق
تم تعيين المسلسل لكي يُصدر في خريف 2021 على نتفليكس. 